# 德铁信可物流
德铁信可物流（德語：DB Schenker Logistics）是德国铁路的运输及物流服务提供商，也是德铁机动物流的全资子公司，其前身为2003年被德国铁路收购的信可物流，总部设于埃森。在2009年其新创建的业务部门中提供欧洲范围内的陆运、世界范围内的空运和海运，以及全球性的合约物流及供应链管理服务。德铁信可物流是世界领先的物流公司，在2011年拥有超过62000名员工，年营业额近149亿欧元。在2006年收购了美国物流运营商伯灵顿全球有限公司后，德铁信可物流已在130个国家和地区设立1500家分公司或办事处，形成一个全球性的物流网络。按运输量计，该公司为欧洲第一大陆运公司，全球第二大空运公司、第三大航运公司和第五大合同物流公司。
除了德铁信可物流，在德铁信可的品牌下还拥有德铁信可铁路，德国铁路将其全部的欧洲铁路货运供应及业务均捆绑至此。德铁信可铁路的总部设于美因茨。